# Krzysztof Prymek
Krzysztof Prymek (ur. 6 grudnia 1950) – polski reżyser filmowy oraz aktor filmowy i teatralny

## Życiorys
Jako aktor występował na scenach warszawskich: Teatrze Baj oraz Teatrze Żydowskim. Od połowy lat 70. XX wieku pracował jako współpracownik reżysera lub II reżyser przy produkcjach fabularnych oraz serialach filmowych. Od lat 90. XX wieku zajmował się reżyserią filmów reklamowych, dokumentalnych oraz. realizacją programów telewizyjnych. Wykładał w Szkole Promocji i Reklamy Benta w Warszawie (obecnie Wyższa Szkoła Promocji, Mediów i Show Businessu). Obecnie związany zawodowo z Klubem Kultury Seniora przy Centrum Promocji Kultury Praga Południe.

## Filmografia
| - Romans prowincjonalny (1976) - współpraca reżyserska - 07 zgłoś się (1976-1978) - współpraca reżyserska, odc. 1-6 - Polskie drogi (1976-1977) - współpraca reżyserska, odc. 9-11 - Noce i dnie (1977) - współpraca reżyserska - Dom (1980) - współpraca reżyserska, odc. 1-9 - Krab i Joanna (1980) - współpraca reżyserska - Droga (1980) - II reżyser - Uczennica (1981) - II reżyser - 07 zgłoś się (1981-1987) - II reżyser, odc. 10-21 - Kołowaty (1982) - II reżyser - Szaleństwa panny Ewy (1983) - II reżyser, współpraca reżyserska - Haracz szarego dnia (1983) - II reżyser - Tętno (1985) - II reżyser - Złota mahmudia (1986) - II reżyser - Zamknąć za sobą drzwi (1987) - II reżyser - Szlachetna krew (1989) - II reżyser - Na Wspólnej (2003-2019) - II reżyser - Skorumpowani (2008) - II reżyser |  | - Skradziona kolekcja (1979) - Marcin, kolekcjoner dzwonków, przyjaciel Joanny - Krab i Joanna (1980) - elektryk Andrzej - 07 zgłoś się (1981) - gość w Grand Hotelu, odc. 13 - Szaleństwa panny Ewy (1983) - odc. 1, 3 - Trio (1986) - Romeo i Julia z Saskiej Kępy (1988) - malarz przy Barbakanie |